# АГ-13
АГ-13 — подводная лодка российского императорского флота проекта Holland-602F, изготовленная в США и приобретённая для Балтийского флота Российской империи. В 1916—1917 годах входила в состав Балтийского флота, участвовала в Первой мировой войне. Взорвана экипажем в 1918 году при оставлении Ханко.

## История строительства
Подводная лодка АГ-13 была построена в 1915 году для КВМФ Великобритании по проекту фирмы «Electric Boat Co» на судоверфи «Barnet Yard» в Ванкувере. 18 (31) августа 1915 года приобретена АО «Ноблесснер» по заказу Морведа России. В том же году в разобранном виде доставлена морским путём во Владивосток, а оттуда по железной дороге в Петроград на Балтийский завод для достройки. Перезаложена 2 (15) апреля 1916 года, и 4 (17) июня зачислена в списки кораблей Балтийского флота, 10 (23) июня включена в состав 4-го дивизиона подводных лодок. 31 августа (13 сентября) 1916 года спущена на воду, с конца сентября по середину ноября успешно прошла сдаточные испытания в Кронштадте, Бьеркезунде и Ревеле, 11 (24) ноября 1916 года вступила в строй. Артиллерийского вооружения не имела, кроме торпедных аппаратов была вооружена лишь пулемётом.

## История службы
Военно-морской флаг был поднят на АГ-13 11 (24) октября 1916 года, ещё до официального вступления в строй, во время перехода с военным экипажем из Петрограда в Ревель. С 17 ноября лодка начала кампанию, приступила к службе и обучению личного состава, базировалась на Ревель. После достижения боеготовности находилась в Ревеле и была подготовлена к выходу в море в течение получаса. Зимой 1916—1917 года находилась на заводе «Ноблесснер», где на лодке устранялись выявленные недостатки и было установлено 47-мм орудие системы Гочкиса.

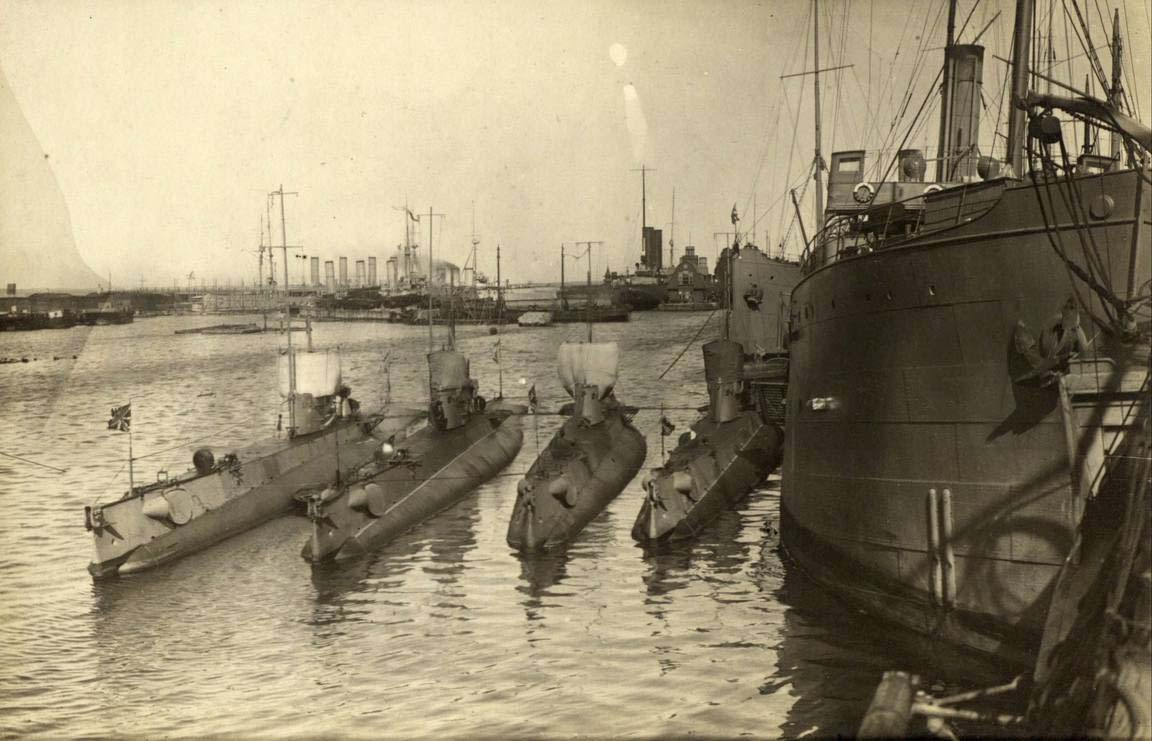
Дивизион подводныз лодок типа «АГ» у борта плавбазы «Оланд». АГ-16 — крайняя слева

В 1917 году совершила три боевых похода, успехов не имела. Вместе с дивизионом и плавбазой «Оланд» базировалась на остров Люм. В июле, после аварии на АГ-15, была переименована в АГ-16.
С октября 1917 года вошла в состав Красного флота, базировалась на Рогекюль (ныне деревня Рохукюла, Хаапсалу, Эстония). С декабря в походы не выходила, для зимовки перебазировалась в Ханко. 3 апреля 1918 года немцы высадили у Ханко десант в 9500 человек под командованием Рюдигера фон дер Гольца. Так как порт был заперт льдом, а ледокол отсутствовал, то команда АГ-16 чтобы избежать захвата корабля противником была вынуждена взорвать свою лодку и эвакуироваться в Гельсингфорс поездом.
В 1924 году АГ-16 была поднята финскими водолазами, относительно своих систершипов лодка оказалась в хорошем состоянии, и финские власти официально включили лодку в состав флота и планировали её восстановление. До 1929 года АГ-16 числилась в составе ВМС Финляндии, после чего её списали и разделали на металл.

## Командиры
- 28 июня 1916 — 14 августа 1917: лейтенант (старший лейтенант) Альберт-Александр Адольфович Эльзенгр, ранее командовал подводной лодкой «Дракон». Оставил командование АГ-16 по болезни. В 1918 году эмигрировал в Швейцарию[2].
- 20 июля 1917 — 3 апреля 1918: В. Е. Доппельмайер (Звегинский), фактически вступил в должность 14 августа. Переведён с должности старшего офицера АГ-11. В 1918 году перевёлся на Черноморский флот, командовал подводной лодкой «Утка» на переходе Белого флота в Бизерту[3].